# Braquage à l'anglaise
Pour plus de détails, voir Fiche technique et Distribution.
Braquage à l'anglaise ou Vol de banque au Québec (The Bank Job) est un film britannique de Roger Donaldson, sorti en 2008.
Le film s'inspire d'un vol survenu à Londres en 1971, le casse de Baker Street (en), après lequel l'argent et les objets précieux dérobés n'ont jamais été retrouvés.
Le film reçoit des critiques globalement positives. Sans être un succès commercial, il récolte plus de 60 millions de dollars au box-office.

## Synopsis
Londres, 1971. Terry Leather est un voyou sans envergure qui s'est contenté de vols de voitures et de petites magouilles. Il est marié et père de famille. Un jour, l'une de ses amies, Martine, lui propose un vol avec effraction dans une banque de la ville. Pour Terry, il s'agit de la chance de sa vie.
L'enjeu : vider la salle des coffres où se trouvent argent et bijoux, en passant par un tunnel creusé depuis un commerce voisin, puis partager le butin. Martine n'a pas proposé le cambriolage uniquement pour l'argent. Récemment, à son retour du Maroc, elle a été arrêtée pour possession de drogue et s'est vu proposer un arrangement : éviter la prison et en échange récupérer des photos compromettantes concernant un personnage de la famille royale, prises par Michael Abdul Malik, militant controversé qui se fait appeler Michael X (en) (en référence à Malcolm X) afin de les remettre à une personne proche du gouvernement.
Au cours du cambriolage, disparaît aussi le carnet de comptes tenu par Lew Vogel, le propriétaire d'un club de strip-tease racketté par des policiers véreux. Celui-ci reconnaît un membre de la bande de Terry, qui avait joué dans un film qu'il avait produit. Vogel le capture et le fait torturer pour qu'il lui donne les noms de ses complices et pour récupérer son carnet de comptes, très compromettant pour certains policiers corrompus. Vogel obtient ainsi quelques noms des membres de la bande.

## Fiche technique
- Titre : Braquage à l'anglaise
- Titre québécois : Vol de banque
- Titre original : The Bank Job
- Réalisation : Roger Donaldson
- Scénario : Dick Clement et Ian La Frenais (en)
- Directeur de la photographie : Michael Coulter
- Décors : Gavin Bocquet
- Musique : J. Peter Robinson
- Productions : Steve Chasman et Charles Roven
  - Coproduction : Mairi Bett
  - Producteurs exécutifs : David Alper, Alex Gartner, Alan Glazer, Gary Hamilton, Ryan Kavanaugh (en) et David Whealy
  - Producteur déléguée : Pete Ford
- Sociétés de production : Mosaic Media Group, Relativity Media, Omnilab Media, Skyline et Atlas Entertainment
- Distribution : Lionsgate (Royaume-Uni), Metropolitan Filmexport (France)
- Budget : 20 000 000 $[1]
- Pays d'origine : Royaume-Uni
- Langue originale : anglais
- Genre : Drame et thriller
- Durée : 111 minutes
- Dates de sortie :
  -  Royaume-Uni : 28 février 2008
  -  États-Unis : 7 mars 2008
  -  France : 6 août 2008

## Distribution
- Jason Statham (VF : Boris Rehlinger ; VQ : Sylvain Hétu) : Terry Leather
- Saffron Burrows (VF : Déborah Perret ; VQ : Nathalie Coupal) : Martine Love
- Richard Lintern (VF : Bernard Alane ; VQ : François Trudel) : Tim Everett
- Stephen Campbell Moore (VF : Franck Capillery ; VQ : Jean-François Beaupré) : Kevin Swain
- Daniel Mays (VF : Guillaume Lebon ; VQ : Claude Gagnon) : Dave Shilling
- James Faulkner (VF : François Dunoyer ; VQ : Jean-Marie Moncelet) : Guy Arthur Singer
- Alki David (VF : Gilles Morvan ; VQ : Stéphane Rivard) : Bambas
- Peter Bowles (VF : Michel Ruhl ; VQ : Vincent Davy) : Miles Urquhart
- Alistair Petrie (VQ : Jean-Luc Montminy) : Philip Lisle
- David Suchet (VF : Gérard Rinaldi ; VQ : Manuel Tadros) : Lew Vogel
- Peter de Jersey (VF : Lucien Jean-Baptiste ; VQ : Tristan Harvey) : Michael Abdul Malik, dit Michael X (en)
- Colin Salmon (VF : Frantz Confiac ; VQ : Marc-André Bélanger) : Hakim Jamal
- Hattie Morahan (VF : Louise Lemoine Torrès) : Gale Benson (en)
- Don Gallagher (VF : Patrick Préjean) : Gerald Pyke
- Craig Fairbrass (VQ : Jacques Lavallée) : Nick Barton
- Michael Jibson (VF : Philippe Valmont ; VQ : Daniel Roy) : Eddie Burton
- Georgia Taylor (VQ : Stéfanie Dolan) : Ingrid Burton
- Jamie Kenna (VF : Lionel Tua ; VQ : Benoît Rousseau) : Perky ("Porcinet" en VF)
- Keeley Hawes : Wendy Leather, la femme de Terry
- Rupert Vansittart : Sir Leonard Plugge
- Sharon Maughan (VF : Anne Jolivet) : Sonia Bern
- Alan Swoffer : John Lennon
- Christopher Owen : lord Mountbatten
- Mick Jagger : l'employé de banque (caméo)

Sources et légende : Version Française (VF) sur VoxoFilm, AlloDoublage et RS Doublage ; Version Québécoise (VQ) sur Doublage Québec

## Production

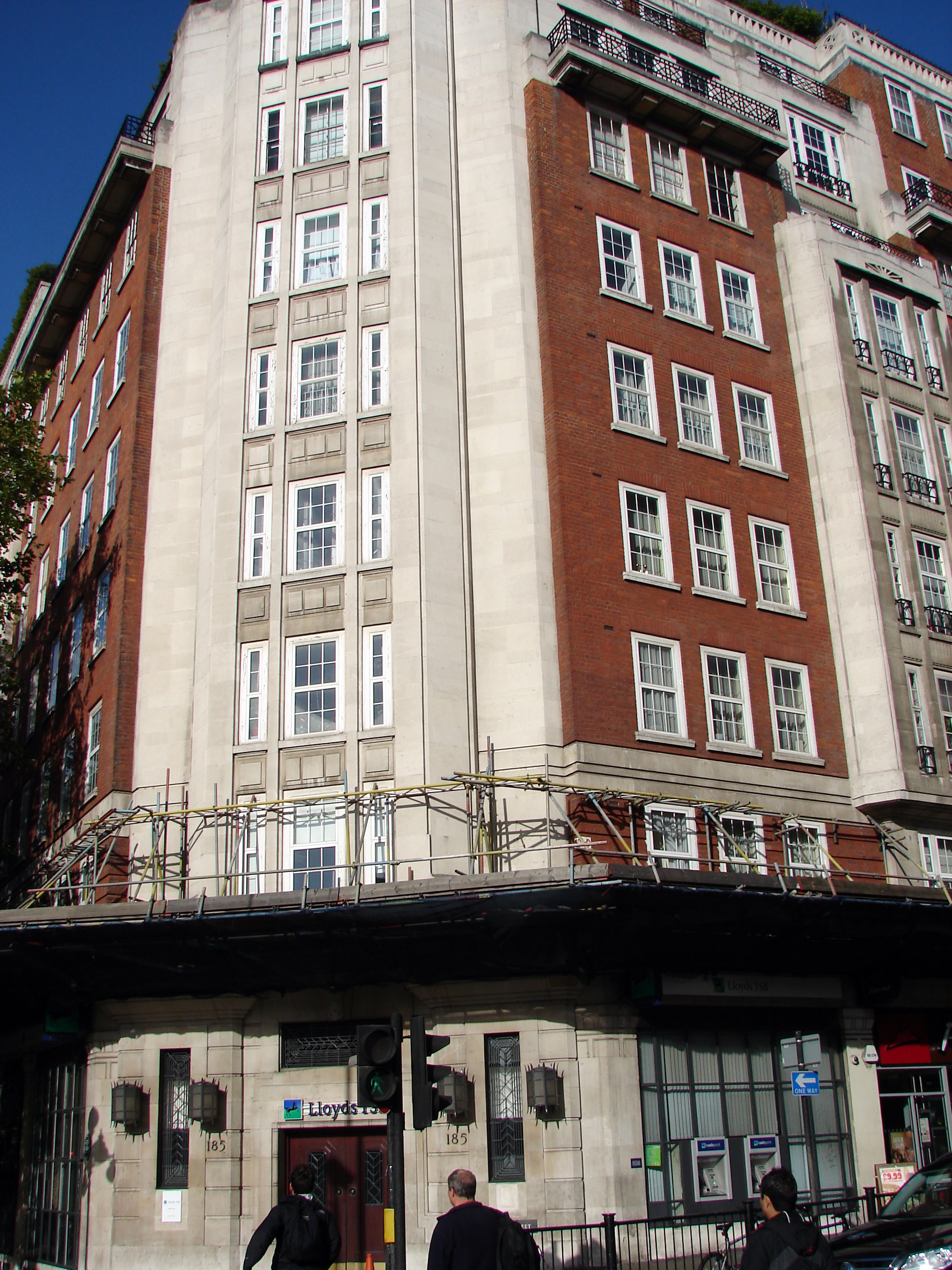
La Lloyds Bank du 187 Baker Street

### Genèse et développement
Le film s'inspire d'un vol survenu à Londres dans la nuit du 11 septembre 1971 dans la Lloyds Bank du 187 Baker Street. L'argent et les objets précieux dérobés n'ont jamais été retrouvés. Les producteurs du film affirment que la presse britannique fut interdite de publication par une D-Notice émise par le gouvernement britannique dans le but probable de préserver la réputation d'un membre de la famille royale britannique,. Selon les producteurs, ce film est une tentative de révéler les faits pour la première fois.
Le script s'intitule initialement Baker Street. Harold Becker est d'abord pressenti comme réalisateur avec Elie Samaha et sa société Franchise Pictures à la production. Cependant, Franchise Pictures fait faillite.

### Tournage
Le tournage a lieu de mars 2007. Il se déroule à Londres (gares d'Aldwych et Paddington, Baker Street, Ealing Studios, Marylebone), dans les Pinewood Studios, à Chatham dans le Kent (Chatham Dockyard), ainsi qu'à Melbourne et en Sardaigne.

## Accueil

### Critiques
Braquage à l'anglaise rencontre un accueil favorable de la part de la critique presse, puisque dans les pays anglophones, il obtient 79 % d'avis positifs sur le site Rotten Tomatoes, basé sur cent-quarante-deux commentaires collectés et une note moyenne de 6,7⁄10 et un score moyen de 69⁄100 sur le site Metacritic, basé sur trente-deux commentaires collectés. En France, le site AlloCiné lui attribue une note moyenne de 3.8⁄5 basé sur 17 commentaires collectés.

### Box-office
Au box-office, Braquage à l'anglaise totalise 66 143 005 dollars de recettes mondiales, dont 30 060 660 dollars sur le territoire américain pour un budget de production de 20 millions de dollars,. En France, le long-métrage totalise 561 863 entrées après quatorze semaines resté à l'affiche,.
| Pays ou région    | Box-office      | Date d'arrêt du box-office | Nombre de semaines |
| ----------------- | --------------- | -------------------------- | ------------------ |
| États-Unis Canada | 30 060 660 $    | -                          | -                  |
| France            | 561 863 entrées | -                          | 14                 |
| Total mondial     | 66 143 005 $    | -                          | -                  |